# Theromyzon trizonare
Theromyzon trizonare är en ringmaskart som beskrevs av Davies och Oosthuizen 1993. Theromyzon trizonare ingår i släktet Theromyzon och familjen broskiglar. Inga underarter finns listade i Catalogue of Life.